# Косворт
Косворт је аутомобилска инжењерска компанија основана у Лондону 1958. године. Специјализовала се за израду мотора за мото спорт болиде. Снабдева широк појас мото спорт серија, укључујући Светско првенство у Релију, Супербајк првенство, те од 2010. године Формулу 1. Косворт је смештен у Нортхемптону, Енглеска, а има фабрику у Торенсу, Калифорнија.
Компанију су основали британски произвођачи мотора, Мајк Костин и Кејт Дакворт, те име компаније потиче од њихових презимена (КОСтин и дакВОРТ). Косворт је, иако независна компанија, био подржаван од стране Форда дуги низ година, те су тако многи Косвортови мотори били Фордови мотори.